# Real Hospicio de San Fernando
El Real Hospicio del Ave María y San Fernando es una construcción del siglo XVIII, obra de Pedro de Ribera, que destaca por su fachada barroca churrigueresca, considerada obra cumbre del arquitecto y joya del barroco madrileño. Se encuentra situado en el distrito Centro de Madrid. En el siglo XX comenzó a utilizarse para exposiciones, lo que originó su reconversión en museo municipal, denominado hoy en día Museo de Historia de Madrid.

## Historia

### Orígenes
Los orígenes del Hospicio pueden situarse en la labor del sacerdote Simón de Rojas, canonizado en 1988. Nacido en 1552 en Valladolid, estuvo muchos años trabajando en el ámbito de los conventos, en Salamanca primero y en Toledo después, y pasó los últimos veinte años de su vida en Madrid, a instancias del rey Felipe III, que solicitó que fuera trasladado a la Corte.
En esta ciudad desarrolló una gran labor a favor de los pobres, proporcionándoles ayuda, para lo cual creó la Congregación de los Esclavos del Dulcísimo nombre de María el 14 de abril de 1612. Comenzó a recoger mendigos acogiéndolos en una casa propiedad del presbítero Pedro Fernández Navarrete, originando lo que posteriormente se convertiría en el Hospicio general de pobres del Ave María.

### Fundación

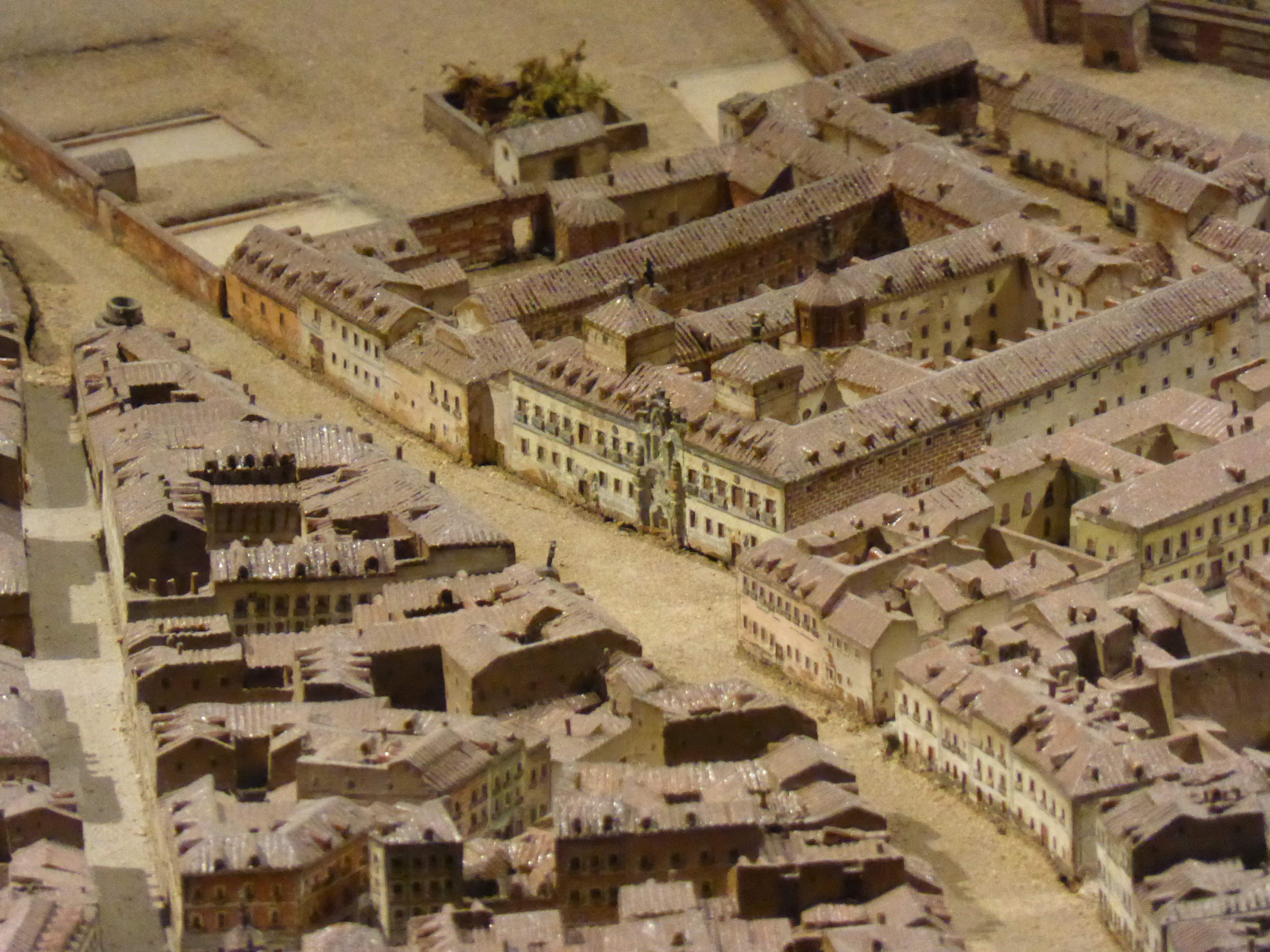
Modelo de Madrid, del ingeniero León Gil de Palacio, entre los años 1828 y 1830. Calle de Fuencarral, con la manzana del antiguo Real Hospicio de San Fernando, hoy Museo.

Tras su muerte en 1624, la congregación continuó su trabajo, fundando el Hospicio el 25 de marzo de 1668 en un pequeño local de la calle de Santa Isabel, que fue donado para tal efecto por don Juan Carvajal y Vargas, Señor del Puerto y Caballero de Calatrava (conde del Puerto).
Debido a las malas condiciones del emplazamiento, en 1674 se decidió su traslado a la calle Alta de Fuencarral, a unas casas propiedad de Carlos Goveo, donde entraron el 1 de mayo. Parece que esta refundación del Hospicio fue auspiciada por la reina Mariana de Austria, segunda esposa de Felipe IV, y financiada por el camarista de Castilla Benito de Trelles, marqués de Torralba.
En 1721, durante el reinado de Felipe V, se decidió el derribo de estas casas, para que comenzara la construcción del edificio definitivo, sobre el diseño de Pedro de Ribera. De las construcciones anteriores se conserva tan solo la Capilla, cuya traza se debe a José de Arroyo, donde se expone el magnífico lienzo de Luca Giordano, San Fernando ante la Virgen, pintado para la misma. Las obras terminarían en 1726.

### Monumento Histórico Artístico

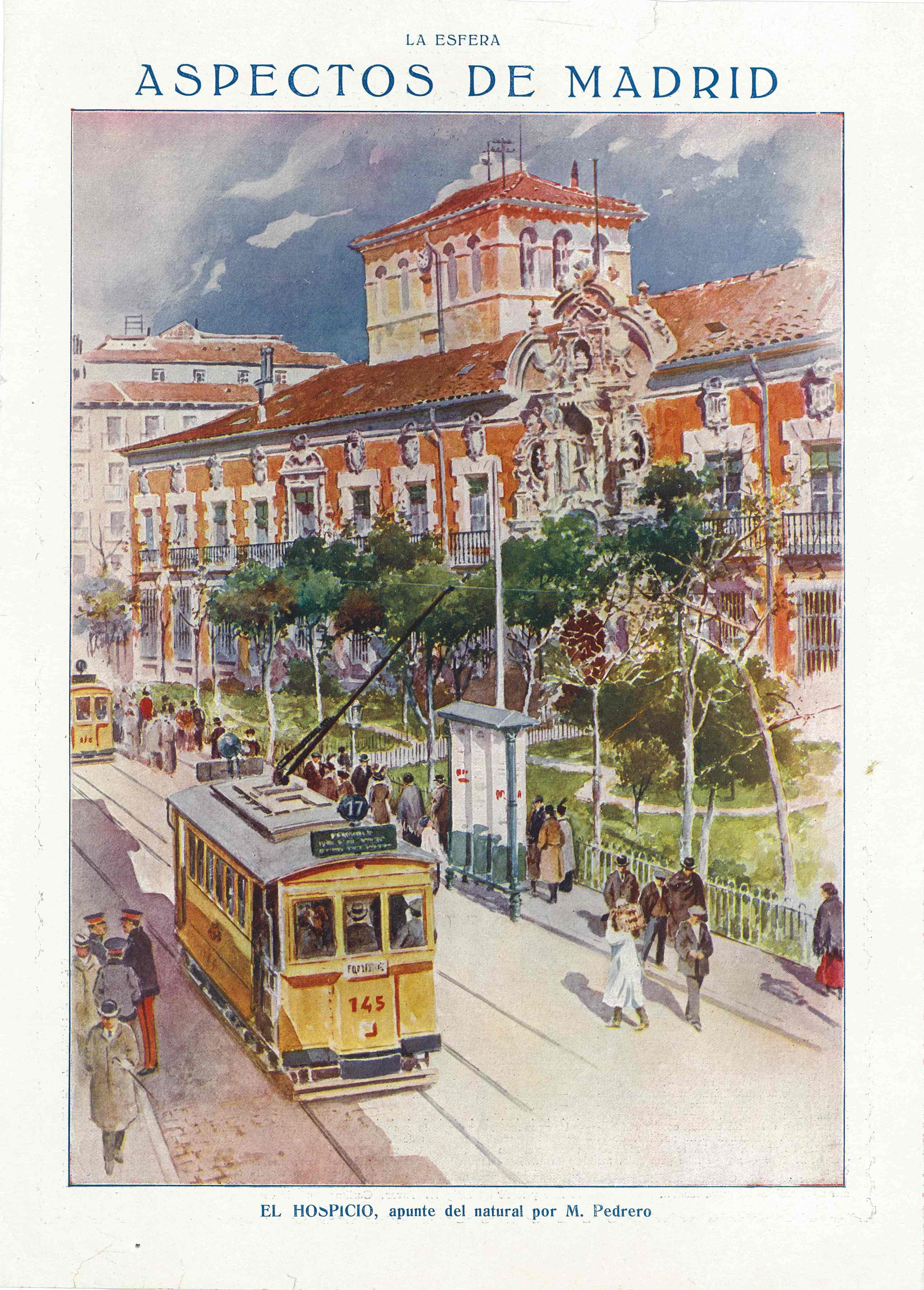
Vista del inmueble a mediados de la década de 1910.

En 1919 fue declarado Monumento Histórico Artístico, cesando en sus funciones de Hospicio en 1922. El edificio parecía condenado a su desaparición, sin embargo la intervención de la Real Academia de Bellas Artes de San Fernando, y la iniciativa de la Sociedad Española de Amigos del Arte, consiguió que en 1926 se organizara la extraordinaria “Exposición del Antiguo Madrid”. El ayuntamiento había adquirido el edificio y ordenado una profunda restauración al arquitecto Luis Bellido, con el objeto de albergar dicha muestra. Tras ella, el consistorio tomó la decisión en 1929 de crear el Museo Municipal.
En julio de 2002 comenzaron las obras de rehabilitación integral del edificio, dirigidas por el arquitecto Juan Pablo Rodríguez Frade, armonizando el respeto por los elementos originales con la adecuación a los criterios museográficos más modernos, con el fin de mejorar la atención al visitante. La reapertura, tras más de una década de espera, se produjo al fin el 10 de diciembre de 2014, con humedades en la fachada y con trabajos aún pendientes, como la adecuación de la capilla y el arreglo de la fachada que da a la calle Beneficencia

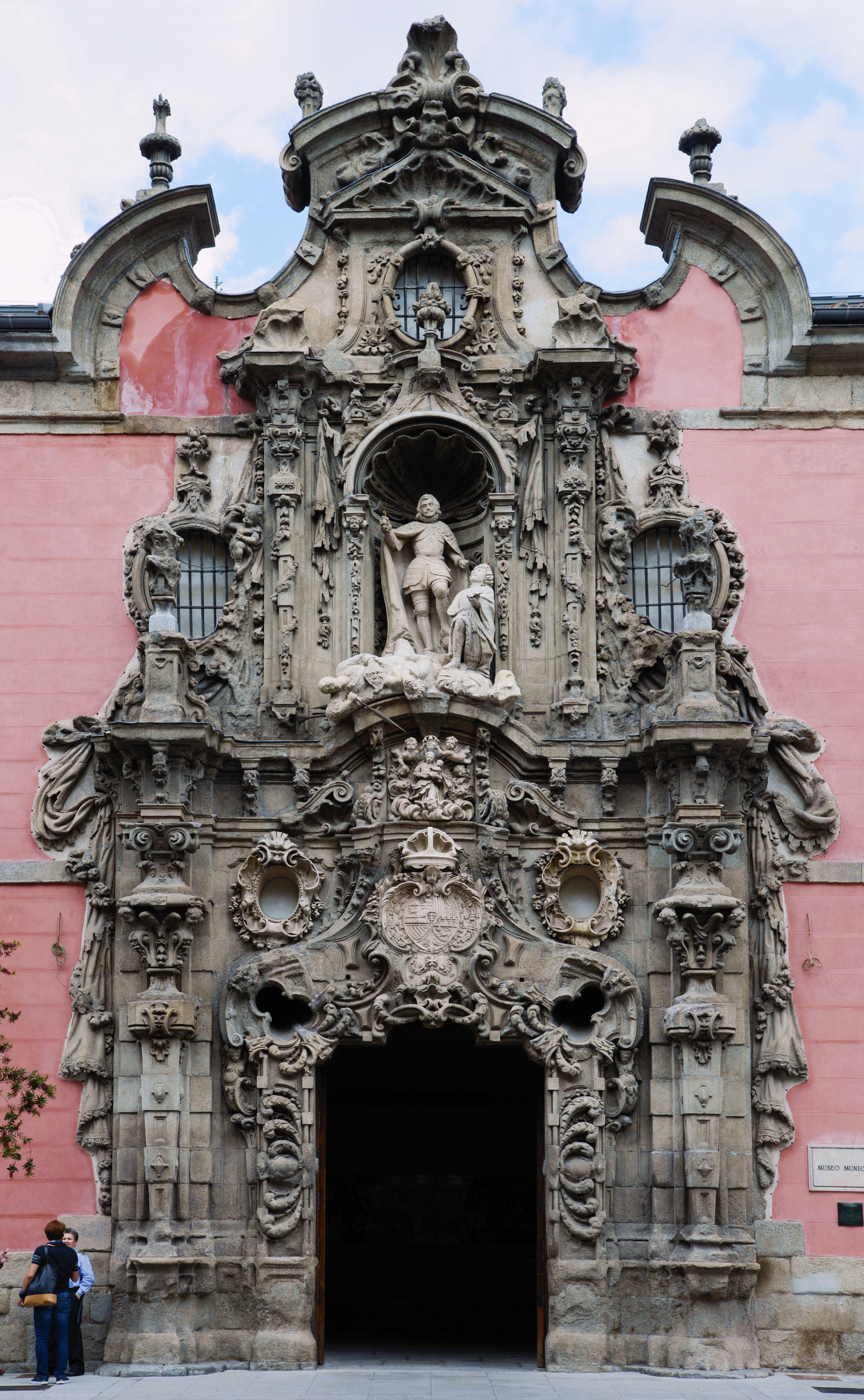
La portada, en mayo de 2014.

## Fachada
La fachada, organizada como un retablo, se divide en dos cuerpos cuyo intenso movimiento se desprende de todas sus formas arquitectónicas. Estípites, óculos y rocallas generan el ritmo ondulatorio y ascensional que conduce la mirada hasta la hornacina en que se erige la escultura de San Fernando. Esta fachada parece una monumental escultura que busca un efecto escenográfico y se integra eficazmente en el tejido urbano.